# Прокудо Віталій Стефанович
Віталій Стефанович Прокудо (19 листопада 1920, Азарівка — 19 листопада 1995, Дніпропетровськ) — музейний працівник, дослідник історії Другої світової війни.

## Біографія
Народився 19 листопада 1920 року в селі Азарівці (тепер Стародубського району Брянської області Росії) в родині сільських вчителів. Після закінчення 7-ми класів школи у рідному селі, працював машиністом-дизелістом на фабриці «Волна революции», а потім «Красный гвоздильщик» в Новозибкові, одночасно навчався у вечірній школі. 1938 року вступив на заочне навчання до Московського інституту іноземних мов, а через рік до Воронезького стоматологічного інституту, але в листопаді того ж року був призваний на службу до лав Червоної армії.
Служив у складі 135-го окремого зенітного артилерійського дивізіону 169-ї стрілецької дивізії. Брав участь у Другій світовій війні. У складі 18-ї армії воював в районі Вінниці, Умані, захищав Херсон та Запоріжжя. В боях на Хортиці, на посаді старшого стереоскопіста батареї, був поранений. У 1942 році воював на Дону та Північному Кавказі (в районі П'ятигорська, під Моздоком та Владикавказом). Під час наступальних боїв у 1943 році призначений командиром 85 мм гармати 383 ОЗА дивізіону, потім став командиром взводу управління дивізіону 8-го корпусу ПВО 4-го Українського фронту. Брав участь в боях на Міус-фронті та на річці Молочній. 1944 року направлений на навчання у військово-зенітне училище, яке знаходилось у Баку, а потім в Севастополі. В 1946 році повернувся в свою військову частину, служив командиром вогневого взводу, старшим офіцером батареї, а у вересні 1948 року отримав призначення у Дніпропетровське артилерійське училище, яке дислокувалось на той час в Полтаві. Під час служби в училищі 1954 року закінчив Дрогобицький педагогічний інститут, а декілька років пізніше вступив на історичний факультет Полтавського педагогічного інституту який закінчив у 1961 році. 5 листопада 1960 року, в чині капітана, був звільнений у запас з лав Радянської армії.
З 1963 по 1986 рік працював старшим науковим співробітником Дніпропетровського історичного музею імені Д. Яворницького. Працював з архівами Міністерства оборони, літературою та свідками-учасниками оборони Дніпропетровська, форсування Дніпра, які на той час були мало досліджені. За тридцять років роботи у музеї надрукував майже 50 науково-популярних статей у пресі. Автор екскурсії по музею і науковий консультант діорами «Битва за Дніпро».
Помер у листопаді 1995 року.

## Відзнаки
- Нагороджений орденом Вітчизняної війни 2-го ступеня (6 квітня 1985), медаллю «За відвагу» (31 жовтня 1944)[3];
- Лауреат Державної премії УРСР імені Т. Г. Шевченка (за 1979 рік; разом з Г. Ф. Ватченко (керівником роботи), В. О. Зуєвим (архітектором, автором реконструкції комплексу), В. І. Коротковим, В. Л. Ривіним (художником, автором інтер'єрів музею), М. Я. Бутом, М. В. Овечкіним (художниками, співавторами діорами «Битва за Дніпро») за комплекс Дніпропетровського історичного музею імені Д. І. Яворницького).